# 급류타기 (경주월드)
급류타기(Flume Ride)는 경상북도 경주시 천군동에 있는 경주월드에 위치한 플룸라이드로, 1991년 3월 15일에 개장했으며 섬머린 스플래쉬와 함께 양대산맥을 담당하고 있는 경주월드의 플룸라이드다.